# Schloss Lorberau

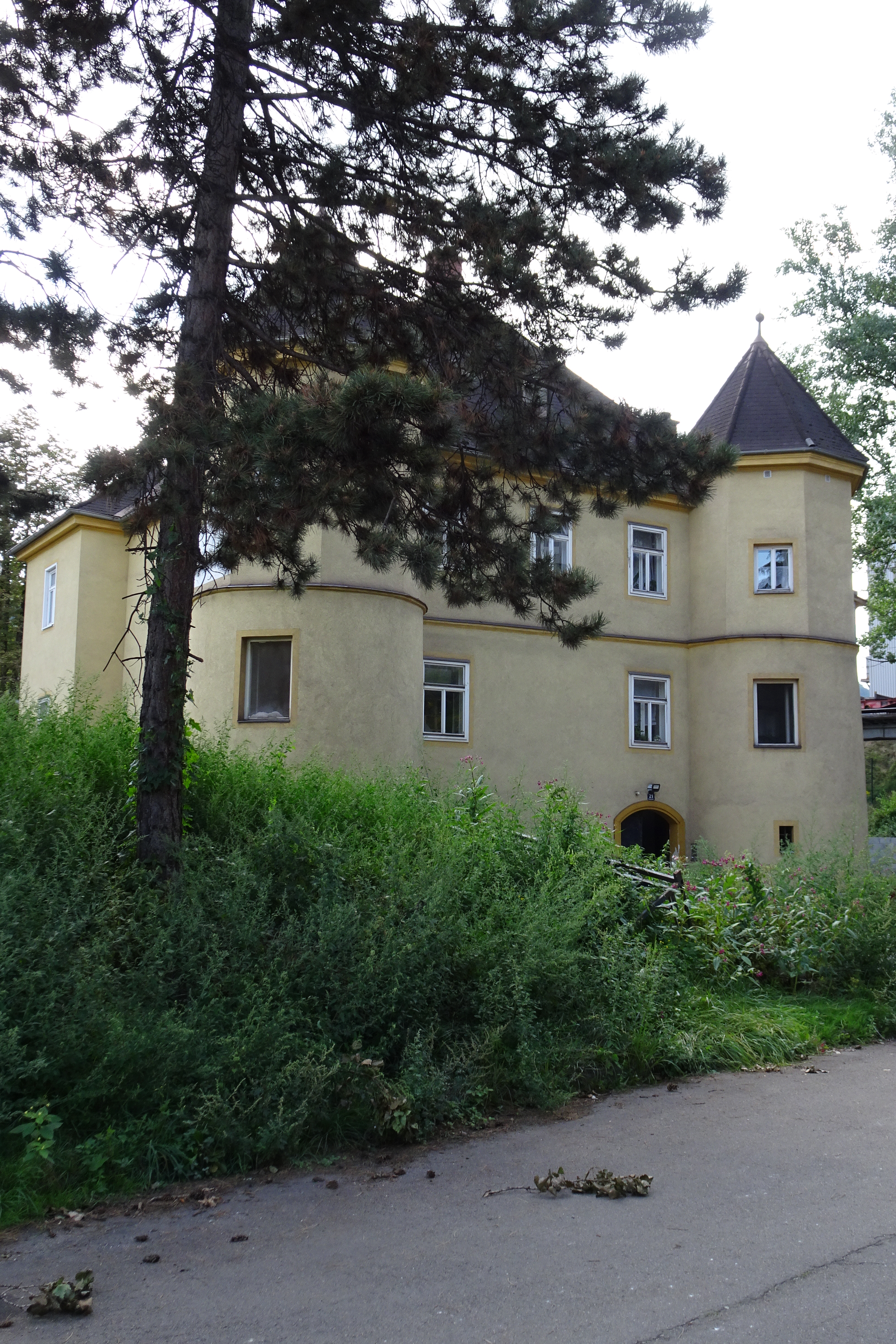
Ansicht von schräg vorne

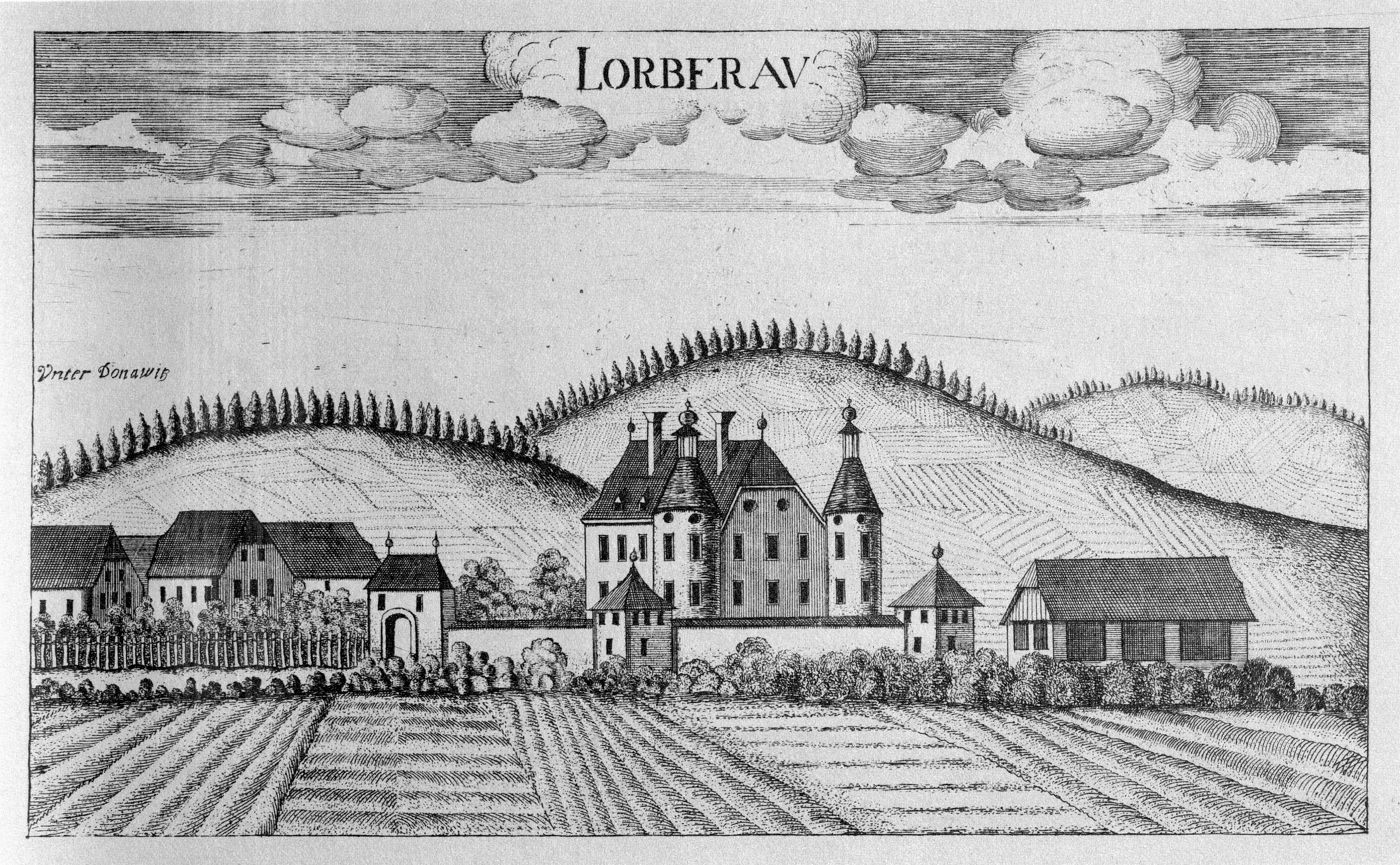
Schloss Lorberau in der Topographia Ducatus Stiria von Vischer

Das Schloss Lorberau liegt in Leoben in der Steiermark (Österreich) an der Lorberauer Straße im Ortsteil Donawitz und steht unter Denkmalschutz (Listeneintrag). Es befindet sich in der gleichnamigen Lorberaustraße.

## Geschichte
Das Schloss ist ein kleiner Edelsitz aus dem 17. Jahrhundert, der vermutlich von Lorenz Lauriga erbaut wurde. 1627 wurde Lorenz Lauriga mit dem Prädikat „von Lorberau“ geadelt. Seine Nachkommen kamen durch Eisenhandel zu Einfluss und Vermögen. 1644 wurden größere Umbauten am ursprünglichen Gebäude vorgenommen und zwanzig Jahre später ließ Johann Friedrich Lauriga von Lorberau das heutige Schlösschen errichten. 1668 richtete ein Brand größeren Schaden an. 1701 verkauften die Söhne das Gut an ihre Tante Constantia Gasteiger. Diese vererbte es 1747 an ihre Tochter Maria Josepha weiter, die es in ihre Ehe mit Max Joseph Diewalt einbrachte. 1774 erwarb Joseph Karl Gasteiger den Ansitz. Er wurde ebenfalls mit dem Prädikat „Edler von Lorberau“ geadelt. Ab dem 19. Jahrhundert wechselten die Eigentümer von Lorberau häufig. 1872 wurde das Schloss von der Innerberger Hauptgewerkschaft übernommen. Heute ist es im Besitz der Voestalpine AG.

## Baubeschreibung
Es handelt sich um einen dreigeschoßigen, schmucklosen, quadratischen Bau mit kleinen Türmen an den Ecken. Am Nordostturm befindet sich eine Sonnenuhr. Jahreszahlen am Gebäude weisen auf das Entstehungsjahr 1664 und auf eine Renovierung im Jahr 1976 hin.